# Phạm Văn Chánh
Phạm Văn Chánh (sinh ngày 8 tháng 11 năm 1966) là sĩ quan Công an, chính trị gia nước Cộng hòa xã hội chủ nghĩa Việt Nam. Ông từng giữ các chức vụ là Ủy ban Ban Thường vụ Tỉnh ủy Bình Dương, Bí thư Đảng đoàn, Chủ tịch Hội đồng Nhân dân tỉnh Bình Dương; Chủ nhiệm Ủy ban Kiểm tra Tỉnh ủy Bình Dương; Bí thư Huyện ủy Phú Giáo, cũng như Trưởng Công an huyện Phú Giáo.
Phạm Văn Chánh là đảng viên Đảng Cộng sản Việt Nam, chuyên môn Cử nhân Kinh tế, Cao cấp lý luận chính trị. Ông có 30 công tác trong ngành an ninh, là sĩ quan cấp bậc Thượng tá rồi xuất ngũ tham gia công tác Đảng và chính quyền địa phương.

## Xuất thân và giáo dục
Phạm Văn Chánh sinh ngày 8 tháng 11 năm 1966 tại tỉnh Biên Hòa, quê quán tại phường Khánh Bình, thành phố Tân Uyên, tỉnh Bình Dương. Ông lớn lên và tốt nghiệp phổ thông ở Biên Hòa, theo học trường Cao đẳng An ninh nhân dân II ở Biên Hòa từ năm 1987 và tốt nghiệp năm 1991. Ông cũng có chuyên môn, nghiệp vụ là Cử nhân Kinh tế, được kết nạp Đảng Cộng sản Việt Nam vào ngày 3 tháng 3 năm 1996, trở thành Đảng viên chính thức từ ngày 3 tháng 3 năm 1997, có bằng Cao cấp lý luận chính trị tại Học viện Chính trị Quốc gia Hồ Chí Minh. Nay ông cư trú tại phường Hiệp Thành, thành phố Thủ Dầu Một, tỉnh Bình Dương.

## Sự nghiệp
Tháng 5 năm 1985, Phạm Văn Chánh nhập ngũ nghĩa vụ Công an nhân dân Việt Nam, là Hạ sĩ, Trinh sát của Phòng PA16 của Công an tỉnh Bình Dương. Sau đó, ông lần lượt là Trung sĩ, Thượng sĩ, rồi Thiếu úy sau khi tốt nghiệp trường Cao đẳng An ninh nhân dân II vào tháng 10 năm 1991. Cho đến năm 1997, ông là Trung úy, tiếp tục là Trinh sát của Phòng PA16, rồi thăng cấp bậc hàm Đại úy, thăng chức làm Phó Trưởng phòng PA38. Tháng 8 năm 2003, ông là Trưởng phòng PA 38, lần lượt là Thiếu tá, Trung tá, rồi đến tháng tháng 6 năm 2010 thì được điều tới huyện Phú Giáo, nhậm chức Trưởng Công an huyện Phú Giáo, Ủy viên Ban Thường vụ Huyện ủy Phú Giáo, tỉnh Bình Dương, và là Thượng tá ở cương vị này.
Tháng 8 năm 2015, Phạm Văn Chánh được phân công làm Bí thư Huyện ủy Phú Giáo, xuất ngũ Công an nhân dân. Đến tháng 10 cùng năm, tại Đại hội đại biểu Đảng bộ tỉnh Bình Dương lần thứ X, ông được bầu làm Tỉnh ủy viên nhiệm kỳ 2015–20. Ông tiếp tục là Bí thư Huyện ủy Phú Giáo, đồng thời cũng là Chủ tịch Hội đồng nhân dân huyện từ tháng 5 năm 2016. Tháng 10 năm 2020, tại Đại hội đại biểu Đảng bộ tỉnh Bình Dương lần thứ XI, ông tái đắc cử là Tỉnh ủy viên, được bầu vào Ban Thường vụ Tỉnh ủy, Chủ tịch Ủy ban Kiểm tra Tỉnh ủy Bình Dương. Ông ứng cử và trúng cử là Đại biểu Hội đồng nhân dân tỉnh Bình Dương khóa IX, nhiệm kỳ 2016–21, khóa X, nhiệm kỳ 2021–26. Ngày 6 tháng 7 năm 2021, tại kỳ họp thứ nhất của Hội đồng nhân dân tỉnh Bình Dương khóa XI, Phạm Văn Chánh được bầu làm Chủ tịch Hội đồng nhân dân tỉnh Bình Dương. Ngày 19 tháng 10 năm 2022, ông gửi đơn xin thôi nhiệm vụ vì lý do sức khỏe và được Hội đồng nhân dân tỉnh Bình Dương thông qua.